# Turbinicarpus schmiedickeanus andersonii
La planta uñita (Turbinicarpus schmiedickeanus subsp. andersonii) es una especie fanerógama perteneciente a la familia Cactaceae. Es un cactus con un solo tallo, de forma aplanada. Tiene flores hermafroditas, pero son incapaces de autofecundarse, por lo que requieren del polen de otras plantas para producir frutos. 
Las flores permanecen abiertas durante el día y son polinizadas por insectos alados y hormigas. Se reproduce varias veces durante su vida, se dispersa a través de semillas, los agentes dispersores son animales, el viento y el agua.

## Clasificación y descripción
Planta con el tallo aplanado. Espinas 1, a veces 2, de 2 a 9 mm de longitud. Tépalos anchos, obtusos.

## Distribución
Esta especie es endémica de México, se localiza en el estado de San Luis Potosí, 
y se considera que sus poblaciones tienen una distribución amplia.

## Ambiente
Crecec en sitios con matorral xerófilo. 

## Estado de conservación
Debido a su atractivo como planta de ornato ha sido extraída de su hábitat para ser comercializada de manera ilegal, y se considera que sus poblaciones decrecen. Se encuentra listada en la NOM-059-SEMARNAT-2010, bajo la categoría En Peligro de Extinción (P), y en la Unión Internacional para la Conservación de la Naturaleza (UICN) aparece bajo la categoría de Casi Amenazada (NT) (Near Threatened), sin embargo, la IUCN reconoce doce especies de Turbinicarpus schmiedickeanus: la nominal y las subespecies andersonii, bonatzii, dickinsoniae, flaviflorus, gracilis, jauernigii, klinkerianus, macrochele, rioverdensis, rubriflorus y schwarzii. Ninguna subespecie se evaluó por separado en 2013, por lo que la categoría de riesgo es para todas las subespecies, agrupadas bajo el nombre de Turbinicarpus schmiedickeanus. Este género se incluye en el Apéndice I de la CITES. Y al ser una especie amenazada en México, su manejo se halla regulado bajo el Código Penal Federal, la Ley General del Equilibrio Ecológico y Protección al Ambiente, y la Ley General de Vida Silvestre.

## Usos
Ornamental 